# Арджеш (окръг)
Окръг Арджеш e окръг в регион Мунтения в Румъния.

## Градове
- Питещ
- Къмпулунг-Мусчел
- Миовени
- Куртя де Арджеш
- Костещ
- Тополовени